# Az-Zumar

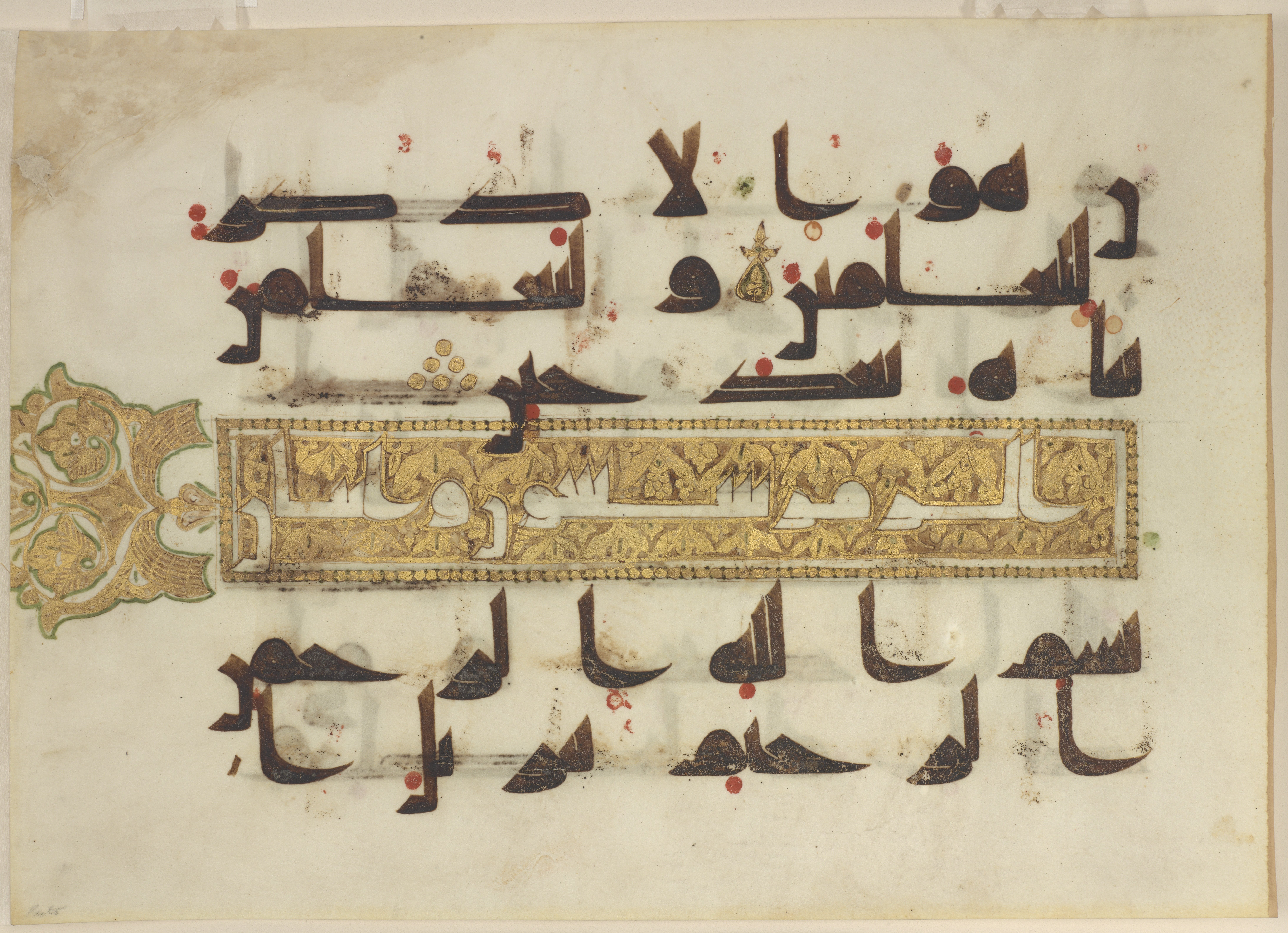
Vers 38:87–88 samt 39:1 i ett Koran-manuskript från 700–800-talet. Första versen i sura 39 ("Skarorna") lyder: "Uppenbarelsen av denna Skrift är Guds, den Allsmäktiges, den Vises, verk."

Az-Zumar (arabiska: سورة الزمر) ("Skarorna") är den trettionionde suran i Koranen med 75 verser (ayah). Den är från Mekka-perioden.